# 1G
1G (skrót od ang. 1st Generation) – technologia pierwszej generacji telefonii komórkowej. Jest to zespół standardów transmisji analogowej, wdrożony we wczesnych latach 80. XX wieku.
Pomysł stworzenia systemu komunikacji radiowej pojawił się już w latach 40. XX wieku w laboratoriach firmy Bell Telephone Company w USA.
Pierwsze komercyjne systemy telefonii komórkowej pojawiły się w latach 80. Opracowano kilka niekompatybilnych ze sobą systemów analogowych. Największe znaczenie odegrały jednak dwa z nich:
- Skandynawski NMT (Nordic Mobile Telephone System) system wykorzystywany m.in. w krajach skandynawskich, wschodniej Europie i w Rosji
- opracowany w USA, AMPS (Advanced Mobile Phone System) znany w Europie jako TACS (Total Access Communications System).

Zastosowanie technologii analogowej pociągało za sobą szereg wad, takich jak niski poziom bezpieczeństwa, ograniczone możliwości transmisji danych, brak roamingu międzynarodowego. Największy rozwój telefonii pierwszej generacji nastąpił w latach 90. XX wieku w Finlandii i Szwecji, gdzie gęstość abonentów wynosiła ok. 5%. W innych krajach gęstość nie przekraczała 2%.
W czerwcu 1992 w Polsce powstała sieć Centertel. Była to jedyna sieć komórkowa pierwszej generacji w systemie NMT w tym kraju.